# Moose Creek
Moose Creek és una concentració de població designada pel cens dels Estats Units a l'estat d'Alaska. Segons el cens del 2000 tenia 542 habitants.

## Demografia
Segons el cens del 2000, Moose Creek tenia 542 habitants, 223 habitatges, i 128 famílies La densitat de població era de 132,4 habitants/km².
Dels 223 habitatges en un 30,5% hi vivien nens de menys de 18 anys, en un 43% hi vivien parelles casades, en un 8,5% dones solteres, i en un 42,2% no eren unitats familiars. En el 29,1% dels habitatges hi vivien persones soles el 3,1% de les quals corresponia a persones de 65 anys o més que vivien soles. El nombre mitjà de persones vivint en cada habitatge era de 2,43 i el nombre mitjà de persones que vivien en cada família era de 3,06.
Per edats la població es repartia de la següent manera: un 24,2% tenia menys de 18 anys, un 16,8% entre 18 i 24, un 35,4% entre 25 i 44, un 19,7% de 45 a 60 i un 3,9% 65 anys o més.
L'edat mediana era de 30 anys. Per cada 100 dones hi havia 143 homes. Per cada 100 dones de 18 o més anys hi havia 146,1 homes.
La renda mediana per habitatge era de 44.375 $ i la renda mediana per família de 44.018 $. Els homes tenien una renda mediana de 24.643 $ mentre que les dones 19.583 $. La renda per capita de la població era de 17.980 $. Aproximadament l'11% de les famílies i el 9,4% de la població estaven per davall del llindar de pobresa.

## Poblacions més properes
El següent diagrama mostra les poblacions més properes.